# تپه گرگ دره کتیران ۲
تپه گرگ دره کتیران ۲ مربوط به دوران پیش از تاریخ ایران باستان است و در شهرستان شازند، بخش زالیان، روستای کتیران بالا واقع شده و این اثر در تاریخ ۹ اردیبهشت ۱۳۸۲ با شمارهٔ ثبت ۸۵۸۲ به‌عنوان یکی از آثار ملی ایران به ثبت رسیده است.